# Okręg wyborczy nr 87 do Senatu Rzeczypospolitej Polskiej
Okręg wyborczy nr 87 do Senatu Rzeczypospolitej Polskiej obejmuje obszar powiatów ełckiego, giżyckiego, gołdapskiego, kętrzyńskiego, mrągowskiego, oleckiego, piskiego i węgorzewskiego (województwo warmińsko-mazurskie). Wybierany jest w nim 1 senator na zasadzie większości względnej.
Utworzony został w 2011 na podstawie Kodeksu wyborczego. Po raz pierwszy zorganizowano w nim wybory 9 października 2011. Wcześniej obszar okręgu nr 87 należał do okręgu nr 34.
Siedzibą okręgowej komisji wyborczej jest Olsztyn.

## Reprezentanci okręgu
| Rok  | Rok  | Senator             | Komitet wyborczy                           |
| ---- | ---- | ------------------- | ------------------------------------------ |
|      | 2011 | Marek Konopka       | Platforma Obywatelska RP                   |
|      | 2015 | Małgorzata Kopiczko | Prawo i Sprawiedliwość                     |
| 2019 |      | Małgorzata Kopiczko | Prawo i Sprawiedliwość                     |
|      | 2023 | Jolanta Piotrowska  | KKW Koalicja Obywatelska PO .N iPL Zieloni |

## Wyniki wyborów
Symbolem „●” oznaczono senatora ubiegającego się o reelekcję.

### Wybory parlamentarne 2011
| Kandydat                                                                                      | Kandydat            | Komitet wyborczy                              | Głosów | Głosów | Głosów |
| Kandydat                                                                                      | Kandydat            | Komitet wyborczy                              | Liczba | %      | +/–    |
| --------------------------------------------------------------------------------------------- | ------------------- | --------------------------------------------- | ------ | ------ | ------ |
|                                                                                               | Marek Konopka ●     | Platforma Obywatelska RP                      | 43 717 | 35,79  | –      |
|                                                                                               | Krzysztof Hećman    | Polskie Stronnictwo Ludowe                    | 24 644 | 20,17  | –      |
|                                                                                               | Stanisław Tołwiński | KWW Obywatel z Mazur w Ponadpartyjnym Senacie | 17 374 | 14,22  | –      |
|                                                                                               | Piotr Gajewski      | KWW Unia Prezydentów – Obywatele do Senatu    | 16 081 | 13,16  | –      |
|                                                                                               | Bogdan Borkowski    | KWW Bogdana Borkowskiego                      | 15 138 | 12,39  | –      |
|                                                                                               | Wiesław Domian      | KWW Wiesława Domian                           | 5199   | 4,26   | –      |
| Frekwencja: 39,29% Liczba głosów ważnych: 122 153 (95,82%) Źródło: Państwowa Komisja Wyborcza |                     |                                               |        |        |        |

*Marek Konopka reprezentował w Senacie VII kadencji (2007–2011) okręg nr 34.

### Wybory parlamentarne 2015
| Kandydat                                                                                      | Kandydat            | Komitet wyborczy             | Głosów | Głosów | Głosów |
| Kandydat                                                                                      | Kandydat            | Komitet wyborczy             | Liczba | %      | +/–    |
| --------------------------------------------------------------------------------------------- | ------------------- | ---------------------------- | ------ | ------ | ------ |
|                                                                                               | Małgorzata Kopiczko | Prawo i Sprawiedliwość       | 43 727 | 36,44  | –      |
|                                                                                               | Marek Konopka ●     | Platforma Obywatelska RP     | 42 887 | 35,74  | –0,05  |
|                                                                                               | Stanisław Tołwiński | KWW „Porozumienie dla Mazur” | 33 383 | 27,82  | –      |
| Frekwencja: 38,71% Liczba głosów ważnych: 119 997 (96,57%) Źródło: Państwowa Komisja Wyborcza |                     |                              |        |        |        |

### Wybory parlamentarne 2019
| Kandydat                                                                                      | Kandydat              | Komitet wyborczy                           | Głosów | Głosów | Głosów |
| Kandydat                                                                                      | Kandydat              | Komitet wyborczy                           | Liczba | %      | +/–    |
| --------------------------------------------------------------------------------------------- | --------------------- | ------------------------------------------ | ------ | ------ | ------ |
|                                                                                               | Małgorzata Kopiczko ● | Prawo i Sprawiedliwość                     | 63 910 | 42,05  | +5,61  |
|                                                                                               | Jolanta Piotrowska    | KKW Koalicja Obywatelska PO .N iPL Zieloni | 59 595 | 39,21  | +3,47  |
|                                                                                               | Stanisław Tołwiński   | KWW „Porozumienie dla Mazur”               | 28 465 | 18,73  | –9,09  |
| Frekwencja: 50,00% Liczba głosów ważnych: 151 970 (98,04%) Źródło: Państwowa Komisja Wyborcza |                       |                                            |        |        |        |

### Wybory parlamentarne 2023
| Kandydat                                                                                      | Kandydat              | Komitet wyborczy                           | Głosów | Głosów | Głosów |
| Kandydat                                                                                      | Kandydat              | Komitet wyborczy                           | Liczba | %      | +/–    |
| --------------------------------------------------------------------------------------------- | --------------------- | ------------------------------------------ | ------ | ------ | ------ |
|                                                                                               | Jolanta Piotrowska    | KKW Koalicja Obywatelska PO .N iPL Zieloni | 78 072 | 43,25  | +4,04  |
|                                                                                               | Małgorzata Kopiczko ● | Prawo i Sprawiedliwość                     | 65 292 | 36,17  | –5,88  |
|                                                                                               | Artur Zalewski        | Konfederacja Wolność i Niepodległość       | 20 153 | 11,16  | –      |
|                                                                                               | Mariola Kobus         | Bezpartyjni Samorządowcy                   | 16 992 | 9,41   | –      |
| Frekwencja: 63,99% Liczba głosów ważnych: 180 509 (98,12%) Źródło: Państwowa Komisja Wyborcza |                       |                                            |        |        |        |